# Stockholmen, Raseborg
Stockholmen är en ö i Finland. Den ligger i Skärgårdshavet och i kommunen Raseborg i den ekonomiska regionen  Raseborg i landskapet Nyland, i den sydvästra delen av landet. Ön ligger omkring 97 kilometer väster om Helsingfors.
Öns area är 23,7 hektar och dess största längd är 1,3 kilometer i öst-västlig riktning. Ön höjer sig omkring 25 meter över havsytan. I omgivningarna runt Stockholmen växer i huvudsak barrskog.